# Metropolitan Borough of Wandsworth

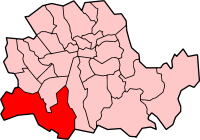
Lage von Wandsworth im früheren County of London

Der Metropolitan Borough of Wandsworth war ein Bezirk im Ballungsraum der britischen Hauptstadt London mit dem Status eines Metropolitan Borough. Er existierte von 1900 bis 1965 und lag im Südwesten der ehemaligen Grafschaft County of London.

## Geschichte
Der Bezirk entstand aus den zuvor eigenständigen Civil Parishes Clapham, Putney, Streatham, Tooting Graveney und Wandsworth. Die Gemeinden gehörten ab 1855 zum Einzugsgebiet des Zweckverbandes Metropolitan Board of Works. 1889 gelangten sie zum neuen County of London, elf Jahre später wurden sie zu einem Metropolitan Borough zusammengefasst.
Bei der Gründung von Greater London im Jahr 1965 entstand aus der Fusion der Metropolitan Boroughs Battersea und Wandsworth der London Borough of Wandsworth. Die Stadtteile Clapham und Streatham wurden jedoch mit dem London Borough of Lambeth fusioniert.

## Statistik
Die Fläche betrug 9110 Acres (36,87 km²). Die Volkszählungen ergaben folgende Einwohnerzahlen:
Frühere Gebiete zusammengefasst:
| Jahr      | 1801   | 1811   | 1821   | 1831   | 1841   | 1851   | 1861   | 1871   | 1881    | 1891    |
| Einwohner | 14.283 | 17.963 | 22.726 | 27.779 | 33.238 | 40.204 | 50.803 | 71.044 | 103.172 | 156.942 |

Metropolitan Borough:
| Jahr      | 1901    | 1911    | 1921    | 1931    | 1951    | 1961    |
| Einwohner | 231.922 | 311.360 | 328.307 | 353.110 | 330.493 | 347.442 |